# Sean Murray (calciatore)
Sean Michael Murray (Watford, 11 ottobre 1993) è un calciatore irlandese, centrocampista del Cork City.

## Caratteristiche tecniche
Interno di centrocampo, può giocare sia come trequartista sia come esterno destro.

## Palmarès

### Club

#### Competizioni nazionali
- Supercoppa d'Irlanda: 2

Dundalk: 2019, 2021
- Coppa di Lega irlandese: 1

Dundalk: 2019
- Campionato irlandese: 1

Dundalk: 2019
- Coppa d'Irlanda: 1

Dundalk: 2020
- First Division: 1

Cork City: 2024